# Villa Il Capriccio
Die Villa Il Capriccio ist ein Landhaus aus dem 18. Jahrhundert zwischen den Colli Aminei und dem Viertel San Rocco von Neapel in der italienischen Region Kampanien. Sie liegt in der Via Lieti a Capodimonte, 97.

## Geschichte
Der Komplex, der aus einem alten Landgut mit angrenzendem, bewirtschafteten Bauernhof besteht, wurde auf einem ebenen Gelände errichtet, von dem aus man keinen Blick auf den Golf von Neapel hat. Er sollte als Sommerresidenz dienen, gleichzeitig verbunden mit landwirtschaftlicher Produktion.
Das Landgut erlitt zwischen der Zeit Napoleons und der Restauration ein ähnliches Schicksal wie die anderen Villen der Gegend.
Die beiden Stockwerke des Gebäudes unterschieden sich: Das Erdgeschoss war für die Dienerschaft reserviert, das Obergeschoss diente der Herrschaft als Wohnstatt. Oscar Meuricoffre, ein Adliger in der zweiten Hälfte des 19. Jahrhunderts, ließ ein weiteres Geschoss aufsetzen und das Gebäude eleganter gestalten. Die Villa wurde zwar aufgestockt und in mehrere Abschnitte aufgeteilt, behielt aber im Übrigen ihre ursprüngliche Struktur aus dem 18. Jahrhundert.
Heute gehört das Landhaus der Stadt Neapel, die dort die Büros der Municipalità III untergebracht hat. Es gibt dort ein Sozialzentrum für Senioren, während der alte Bauernhof heute ein öffentlicher Park mit Sportplätzen und anderen Einrichtungen ist.